# Jean Forge
Jean Forge, vlastním jménem Jan Fethke (26. února 1903 – 16. prosince 1980) byl polský (slezský) filmový režisér, scenárista a esperantista.

## Život
Jan Fethke se narodil polskému lékaři v Opolí. Jako teenager se zapojil do povstání. Na začátku 20. let 20. století studoval v Gdaňsku. Tehdy se začal zajímat o film a esperanto – své největší vášně. V esperantu publikoval pod pseudonymem Jean Forge. Svou profesionální kariéru zahájil v Berlíně, tehdejším hlavním městě evropské kinematografie. Pracoval tam jako kreslíř scénářů a scenárista. Spolupracoval s levicovými filmaři a Fritzem Langem. Román Jana Fethkeho Mr. Tot ačetas mil okulojn (Tisíc očí pana Tota) se stal základem scénáře k filmu Tisíc očí Dr. Mabuseho.
Poté, co se Hitler dostal k moci, emigroval do Polska a udržel si německé občanství. V meziválečném Polsku režíroval několik filmů a napsal více než tucet scénářů. Po vypuknutí druhé světové války zůstal ve Varšavě a spolupracoval s okupačními úřady. Jeho postoj v tomto období byl vnímán s velkou nejednoznačností. Podle Isaiaha Dratwera byl Fethke vysokým úředníkem nacistické administrativy (vedoucím kulturního oddělení) a ředitelem reklamní kanceláře „Tempo“. V roce 1944 byl zatčen při natáčení dokumentu „Praha“. Po válce se stal polským občanem a začal pracovat v polském filmu jako scenárista a režisér.
V roce 1947 publikoval deník Życie Warszawy článek o Fethkeho osudu během okupace, v němž citoval dopis od 15 polských filmových představitelů, kteří tvrdili, že se Fethke nedopustil žádné protipolské činnosti. Článek však cituje Fethkeho prohlášení z antisemitských a pronacistických novin, včetně Nowy Kurier Warszawski.
Během 44. světového esperantského kongresu ve Varšavě v roce 1959 natočil Fethke film Verda stelo super Varsovio (Zelená hvězda nad Varšavou). Na začátku 60. let zůstal v Západním Berlíně, kde pracoval jako lektor esperanta. Byl také autorem řady publikací v tomto jazyce (včetně slovníků a románů). Spolupracoval s řadou esperantských časopisů, včetně Literatura Mondo.

## Dílo

### Filmové scénáře (výběr)
- Dwie Joasie (1935)
- Bolek i Lolek (1936)
- Papa się żeni (1936)
- Niedorajda (1937)
- Robert i Bertrand (1938)
- Zapomniana melodia (1938)
- Paweł i Gaweł (1938)
- Złota Maska (1939)
- Przez łzy do szczęścia (1939)
- Ulica Graniczna (1948)
- Skarb kapitana Martensa (1957)

### Filmová režie (výběr)
- Zapomniana melodia (1938)
- Bogurodzica (1938)
- Przez łzy do szczęścia (1939)
- Złota Maska (1939)
- Załoga (1951)
- Sprawa do załatwienia (1953)
- Irena do domu! (1955)